# Go Bo-gyeol
Go Bo-gyeol, née le 2 mai 1988 à Séoul, est une actrice et mannequin sud-coréenne.

## Biographie
Go Bo-gyeol fait ses débuts en tant qu'actrice dans le film Turtles en 2011. Elle se fait également connaître pour la série télévisée Angel’s Revenge en 2014. Depuis, elle est apparue dans de nombreux films et séries télévisées populaires sud-coréennes, notamment Goblin, Queen for Seven Days, Confession Couple, Hi Bye, Mama!, Mother et The Heavenly Idol,,,.